# Boris Krivec
Boris Krivec (Split, 21. prosinca 1962.) hrvatski glazbenik, pjevač, skladatelj, aranžer, pjesnik i producent.

## Životopis
Glazbom se bavi od svoje 7. godine kada je dobio svoj prvi instrument harmoniku. Godinama svira i pjeva u glazbenim sastavima. Već 1979. god. je imao rock band Rock bube koji je nastao u splitskom kvartu Brda, s kojim je nastupao na mnogim autorskim koncertima ranih 80-ih dok je splitska rock scena bila poprilično živa u to vrijeme i dok su još postojali DORS-i (Dalmatinski omladinski rock susreti), a koncerti su znali potrajati i nekoliko dana za redom. U bandu su svirali: Zoran Grčić bass i vokal, Boris Krivec gitara i vokal, Zoran Krstulović solo gitara, Ivica Donkov bubnjevi, poslije je bubnjara zamijenio Milivoj Vuković, a na solo gitari se band-u pridružio Damir Lejo.

1995. godine snima CD album s tada popularnim splitskim bandom ”Staklena dama”.Na pop rock albumu naziva ”U ime ljubavi” se nalazi 10 pjesama koje potpisuje Tihomir Rakić, a aranžmane Boris Krivec. Na albumu suradjuju s poznatim splitskim gitaristom Antom Pupačićem Pupijem, a CD producira splitski studio ”Deva” tj. Dado Marušić.

Osnovni instrument na kojem svira (i sklada) je klavir, a uz to se služi s još nekoliko instrumenata; gitara, harmonika, mandolina, bas ... Osim sviranja koncerata s bendovima, Boris piše glazbu, stihove i aranžmane za sebe i druge pjevače, kako za one nepoznate tako i za neka poznatija imena na hr glazbenoj sceni napr. Slavonske lole, Jasmin Stavros, Đoni Gitara itd. Neke pjesme imaju i milijunska gledanja na YouTubeu (npr. pjesma Sastala se braća od ”Slavonskih lola”). Pa je tako za aranžman i produkciju dobio i prestižnu nagradu Porin 2014. god. radeći na albumu ˝Morska svitanja˝ od pok. Vinka Coce.

Jedne od najdražih skladbi, aranžmana i stihova, koje piše su mu one za djecu s kojima već više od 20 god. svake godine mali pjevači nastupe na Malom Splitu, pa ponekad osvoje i prvo mjesto. Uglazbio je i otpjevao (među ostalim) njemu odmalena drag tekst Grga Čvarak od Ratka Zvrka iz školske lektire kojeg možete čuti i na YouTubeu. Osim popularne glazbe radio je godinama aranžmane i za duhovnu glazbu, najčešće u suradnji sa skladateljom Nikšom Krpetićem i njegovim „Marjanskim tićima“ s kojima ima desetak izdanja na audio cd-ovima.

Kao pjevač ,skladatelj ili aranžer nastupao je ( dobivao i nagrade ) na poznatim festivalima popularne glazbe .Na splitskom festivalu, korčulanskom Marko Polo festu, u Opuzenu ”Melodije hrvatskog juga”, daruvarskom festivalu, Melodije Mostara itd., a rado se odazivao i nastupao na mnogim dobrotvornim koncertima. Pa je tako na jednom od festivala (Melodije hr. juga u Opuzenu 2014.) ostvario i suradnju sa ženskom klapom ”Štorija” iz Splita s kojom je izveo pjesmu Dalmacijo moja lipa za koju je ujedno i ispisao aranžman.

Neki od njegovih stihova su izdani i u zajedničkim međunarodnim zbirkama pjesnika (napr. u izdanju zagrebačke udruge Kultura snova na čelu s poznatim hrvatskim književnikom, redateljem, dramaturgom i pjesnikom Zdravko Odorčić). Boris je uglazbio i otpjevao jednu od njegovih pjesama Čuvam te ispod kože koja je inače prepjevana na 11 jezika.

Svoj prvi samostalni CD album izdaje u izdavačkoj kući Croatia Records 2014. god. pod nazivom ˝Kako te naći˝, koji je snimao i producirao u njegovom vlastitom tonskom studiju, a većinu skladbi, aranžmana, miksanje i produkciju potpisuje Boris. Na albumu suradjuje s vrsnim pjesnicima Vedran Lekić, Neda Culeta, Maja Šiprak, Sladja Curic i Sewen. Tu ostvaruje i suradnju s aranžerom i producentom Davorom Totovićem u pjesmi Duge noći. U pripremi je još nekoliko autorskih albuma, kako na hrvatskom, tako i na engleskom jeziku u suradnji s pjesnicima engleskog govornog područja.

## Studijski albumi
- Kako te naći , 2014. u izdanju Croatia records

## Vanjske poveznice
- Službena stranica Boris Krivec
- Boris Krivec I Klapa Štorija 	Dalmacijo Moja Lipa